# Tháp nước

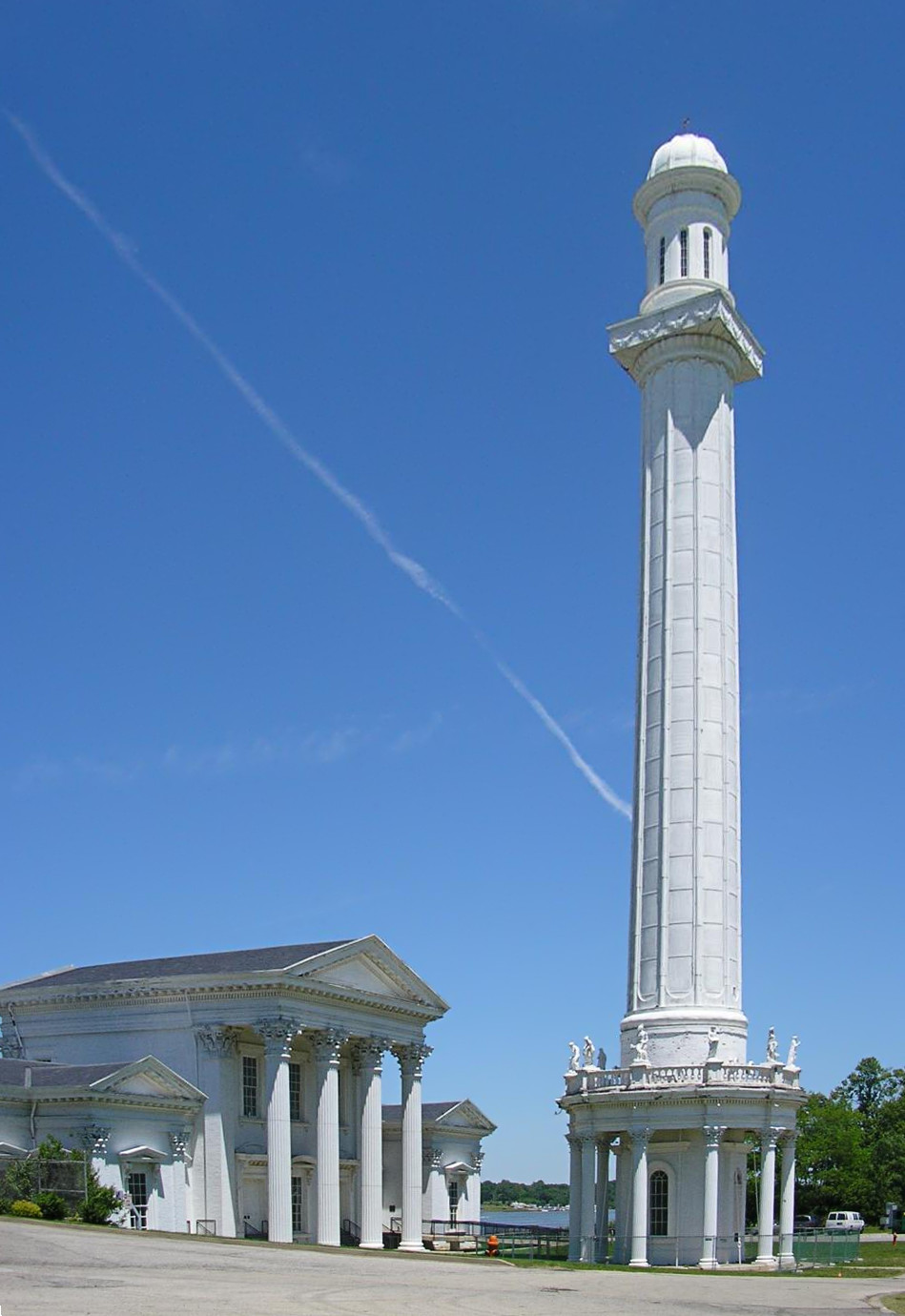
Louisville Water Tower, Tháp nước Louisville một trong những tháp xây dựng có những ống đứng bao quanh ở Hoa Kỳ. Tháp được hoàn thành vào năm 1860.

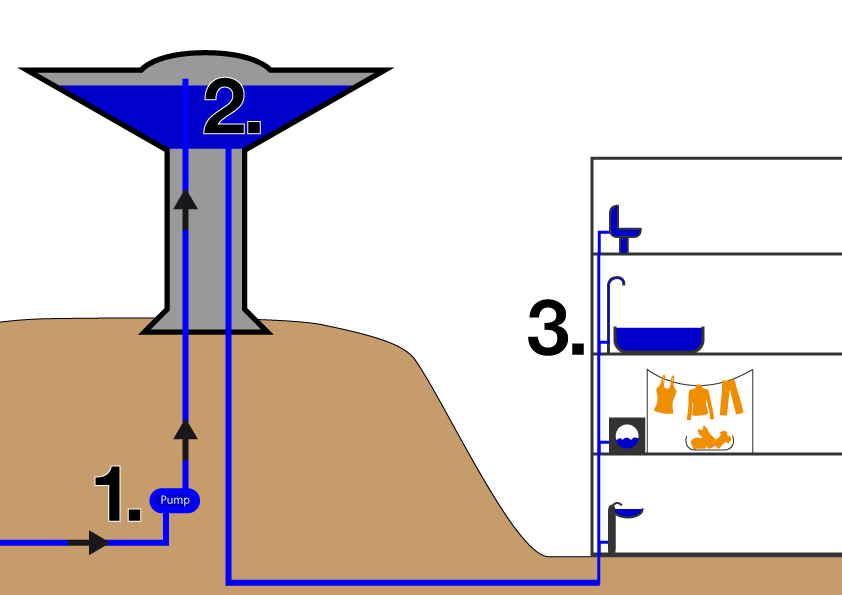
How a water tower works hoạt động của một tháp nước:
1. Pump station Trạm bơm
2. Reservoir Hồ chứa
3. Water user Nước sử dụng

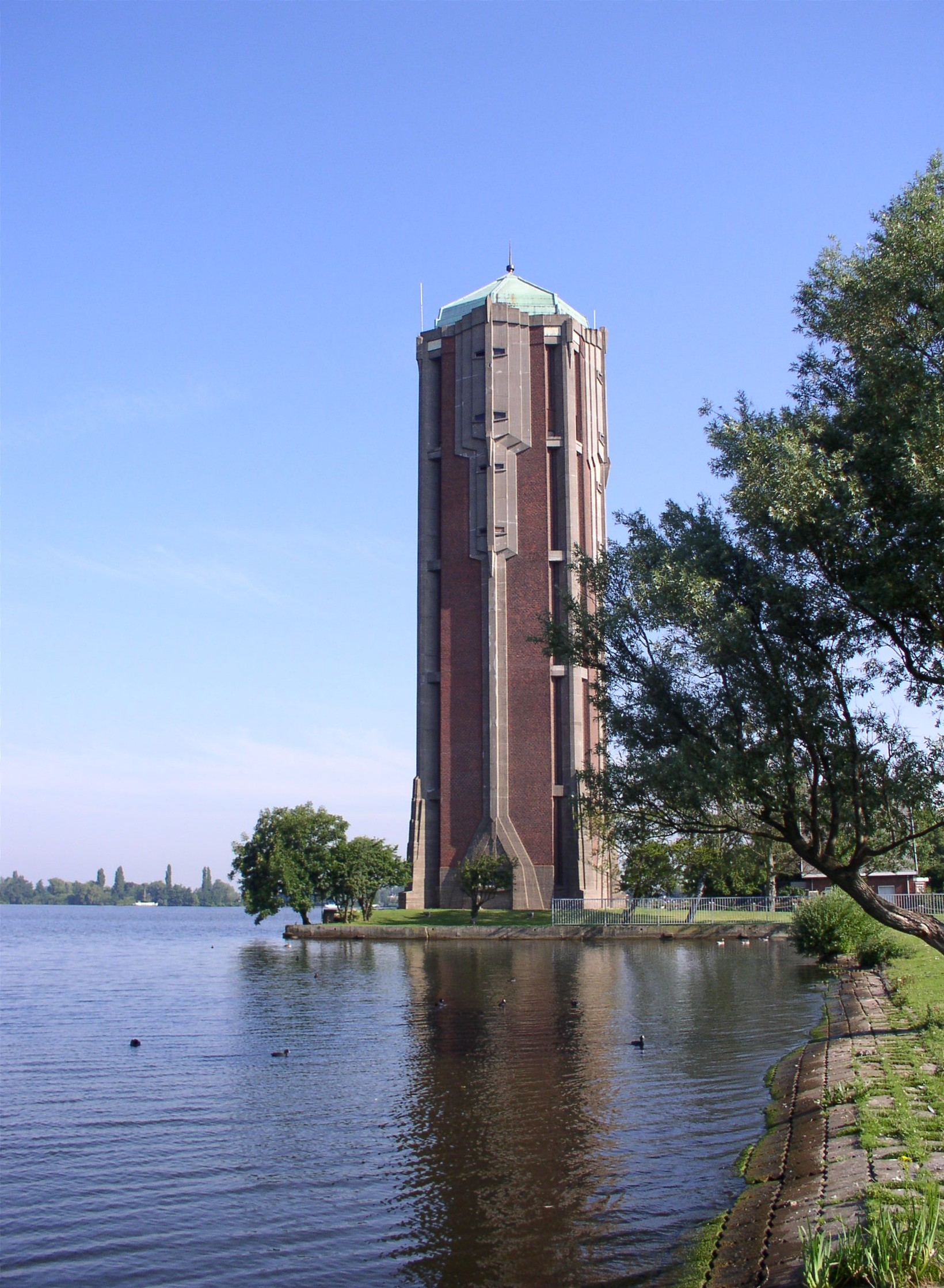
Một tháp nước xây dựng tại Hà Lan năm 1928 theo phong cách Art Deco

Một tháp nước là một cấu trúc trên cao chứa một bồn nước lớn, được xây dựng ở độ cao đủ lớn để tạo áp lực cho các hệ thống cấp nước phân phối nước uống, cũng như cung cấp lượng nước dự trữ khẩn cấp cho việc phòng cháy chữa cháy. Ở một số nơi, từ "ống nước dạng đứng (standpipe)" được sử dụng để thay thế cho từ "tháp nước". Tháp nước thường hoạt động kết hợp với dịch vụ hồ chứa dưới lòng đất hoặc trên mặt đất, nơi dự trữ nước đã xử lý gần nơi mà nước sẽ được sử dụng. Các loại tháp nước chỉ có thể lưu trữ nước thô (không uống được) sử dụng trong phòng cháy chữa cháy hoặc trong các mục đích công nghiệp, và có thể không nhất thiết phải được kết nối với một nguồn cung cấp nước công cộng.
Tháp nước có thể cung cấp nước ngay cả khi mất điện, vì chúng dựa vào áp suất thủy tĩnh do do trọng lực tạo ra để đẩy nước vào hệ thống phân phối nước sinh hoạt và công nghiệp, tuy nhiên, chúng không thể hoạt động được lâu vì phụ thuộc vào các máy bơm để bơm nước vào bồn chứa. Một tháp nước cũng phục vụ như một hồ chứa để giúp đỡ với nhu cầu sử dụng nước trong thời gian sử dụng cao điểm. Mực nước trong tháp thường xuống thấp vào các giờ cao điểm trong ngày, và sau đó các máy bơm sẽ bơm đầy nó lại lên trong đêm. Quá trình này cũng giữ cho nước không bị đóng băng trong điều kiện thời tiết lạnh.

## Lịch sử
Mặc dù việc sử dụng các bể chứa nước trên cao đã tồn tại từ thời cổ đại trong nhiều hình thức khác nhau, việc sử dụng hiện đại của tháp nước cho các hệ thống nước công cộng được bắt đầu phát triển vào thế kỷ 19, vì việc bơm hơi trở nên phổ biến hơn, và người ta cũng đã phát triển được ống dẫn có thể xử lý áp suất cao hơn. Tại Anh, standpipes là một ống cao dạng chữ n, được sử dụng để giảm áp lực và để cung cấp một độ cao cố định cho hơi nước theo hướng động cơ bơm để tạo ra dòng chảy mạnh, trong khi hệ thống phân phối yêu cầu một mức áp suất cố định. Các Standpipes cũng được thiết kế một thành phần cố định thuận tiện cho việc đo lưu lượng dòng chảy. Vào cuối thế kỷ 19, các standpipe được thiết kế lớn hơn để tích hợp các thùng chứa để đáp ứng nhu cầu nước ngày càng tăng của những thành phố phát triển.
Hiện tại, nhiều tháp nước có ý nghĩa lịch sử, và đã được đưa vào danh sách di sản khác nhau trên thế giới. Một số được chuyển đổi thành căn hộ hoặc căn hộ penthouse độc quyền. Trong một số lĩnh vực, chẳng hạn như thành phố New York ở Hoa Kỳ, các tháp nước nhỏ được xây dựng cho các tòa nhà riêng lẻ. Ở California và một số bang khác, các tháp nước địa phương được thi công kèm với những tankhouses đã từng được xây dựng (năm 1850-năm 1930) để cung cấp cho nhà riêng. Người ta dùng cối xay gió để bơm nước từ giếng lên vào bể.

## Thiết kế và xây dựng

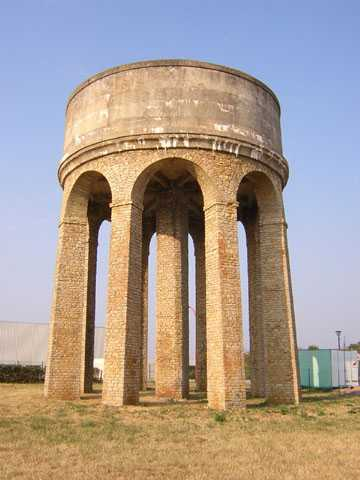
Một tháp nước vùng Saint-Parize-le-Châtel, Pháp

Một loạt các vật liệu có thể được sử dụng để xây dựng một tháp nước điển hình, thép và bê tông cốt thép | gia cố hay bê tông dự ứng lực thường được dùng bằng gỗ, sợi thủy tinh, hoặc gạch cũng được sử dụng, kết hợp một lớp phủ bên trong để bảo vệ nước từ hiệu ứng phụ (nếu có) của các vật liệu lót. Hồ chứa trong tháp có thể có dạng hình cầu, hình xi lanh, hình trụ, hoặc ellipsoid, với chiều cao tối thiểu là khoảng 6 m (20 ft) và đường kính tối thiểu 4 m (13 ft). Một tháp nước chuẩn thường có chiều cao khoảng 40 m (130 ft). Và chứa trung bình 1,2 triệu lít nước.
Việc điều áp được thực hiện thông qua các áp lực thủy tĩnh của độ cao nước, vì mỗi độ cao của tháp nước sẽ tạo áp suất khác nhau. Cứ mỗi một mét chiều cao thì tháp nước tạo được áp suất khoảng 1.4 PSI (1 PSI = 0.07 kg/cm2).Thông thường áp suất của mạng lưới thủy cục là khoảng 20-50 PSI, đủ áp lực để hoạt động và cung cấp cho hầu hết các nước áp lực nước và yêu cầu hệ thống phân phối.
Chiều cao của tháp tạo áp lực cho hệ thống cấp nước, và áp lực này có thể được tăng lên bằng bơm. Khối lượng hồ chứa và đường kính của đường ống cung cấp và duy trì tốc độ dòng chảy. Tuy nhiên, chỉ sử dụng một máy bơm để tăng áp lực nước là rất tốn kém; để theo kịp với nhu cầu khác nhau, máy bơm sẽ phải có kích thước phù hợp để đáp ứng nhu cầu trong những giờ cao điểm. Trong những khoảng thời gian có nhu cầu thấp, các máy bơm jockey được sử dụng để đáp ứng các yêu cầu về dòng nước thấp này.

Khi xảy ra hỏa hoạn, cần có khối lượng và lưu lượng rất cao để dập lửa. Với một tháp nước hiện nay, máy bơm chỉ được thiết kế cho nhu cầu trung bình, không thể sử dụng vào giờ cao điểm. Tháp nước cung cấp áp suất nước trong ngày và máy bơm sẽ bơm lại tháp nước khi nhu cầu thấp hơn.

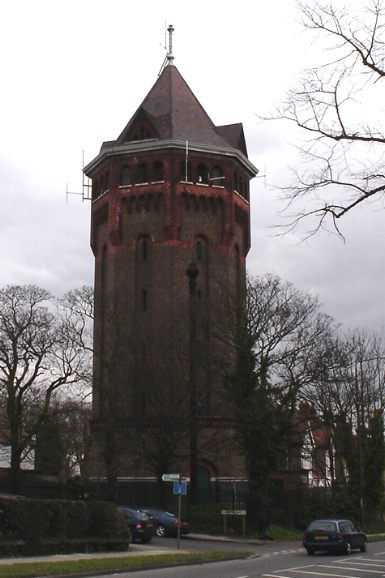
Shooter's Hill water tower is a local landmark in London, United Kingdom. Water towers are very common around London suburbs. Tháp nước vùng ngoại ô London, Vương quốc Anh

## Hoạt động
Chiều cao của tháp cung cấp áp lực cho hệ thống cấp nước, và nó có thể được bổ sung với một bơm. Khối lượng của hồ chứa (nước) | hồ và đường kính của hệ thống đường ống cung cấp và duy trì tốc độ dòng chảy. Tuy nhiên, dựa vào một máy bơm để cung cấp áp lực là đắt tiền, để theo kịp với nhu cầu khác nhau, các máy bơm sẽ phải được kích thước để đáp ứng nhu cầu cao điểm. Trong thời kỳ nhu cầu thấp, DJ bơm s được sử dụng để đáp ứng các yêu cầu lưu lượng nước thấp hơn. Tháp nước làm giảm nhu cầu tiêu thụ điện của máy bơm xe đạp và vì vậy cần có một hệ thống điều khiển bơm đắt tiền, như hệ thống này sẽ phải được kích thước đầy đủ để cung cấp cho cùng một áp lực ở lưu lượng cao.
Khối lượng rất cao và lưu lượng là cần thiết khi chữa cháy. Với một hiện tại tháp nước, máy bơm có thể được kích thước cho nhu cầu trung bình, không nhu cầu cao điểm; tháp nước có thể cung cấp áp lực nước vào ban ngày và máy bơm sẽ nạp tháp nước khi nhu cầu thấp hơn.
Sử dụng không dây cảm biến mạng để theo dõi mức nước trong tháp cho phép thành phố để tự động theo dõi và kiểm soát máy bơm mà không cần cài đặt và duy trì cáp dữ liệu đắt tiền.

#### Trang trí

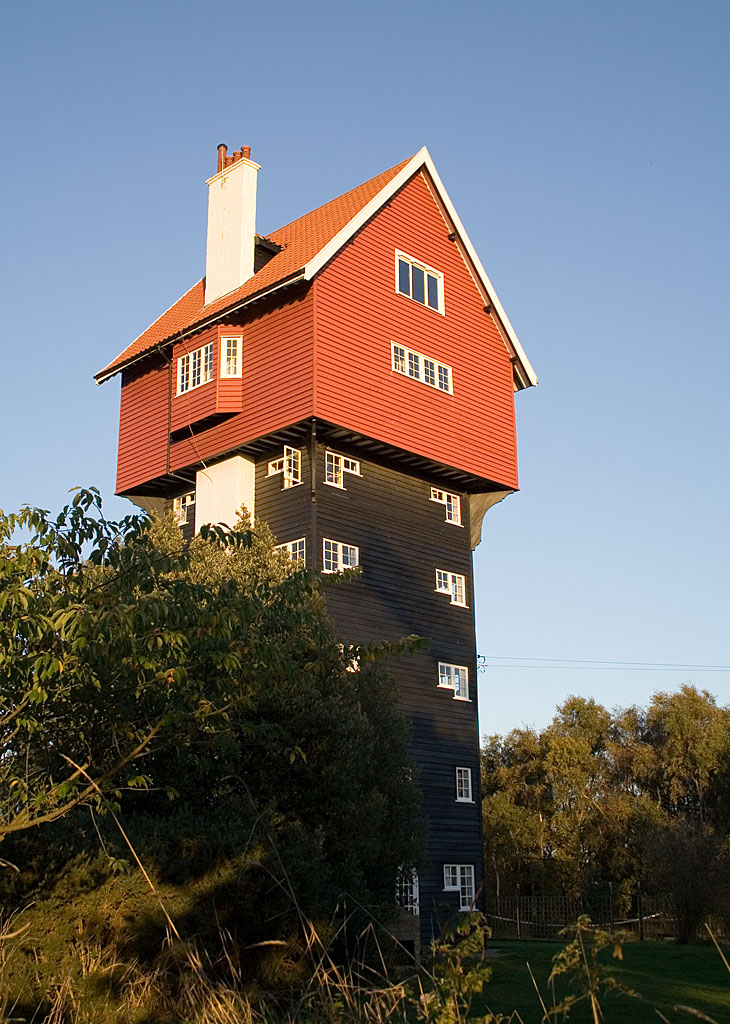
The House in the Clouds in Thorpeness functioned as the town's water tower from 1923 until 1977.Thiết kế độc đáo của một tháp nước

Tháp nước có thể được bao quanh bởi các tấm phủ trang trí công phu bao gồm ưa thích gạch, một lớn ivy bao phủ Trellis | lưới mắt cáo hoặc có thể chỉ đơn giản là vẽ. Một số tháp nước của thành phố có tên của thành phố sơn chữ lớn trên mái nhà, như một chuyển hướng quan sát cho phi công và lái xe. Đôi khi trang trí có thể là hài hước. Một ví dụ này là tháp nước được xây dựng cạnh nhau, dán nhãn NÓNG và LẠNH. Các thành phố ở Mỹ sở hữu nước side-by-side tháp dán nhãn nóng và lạnh bao gồm Granger, Iowa, Canton, Kansas và Thánh James, Missouri Eveleth, Minnesota cùng một lúc có hai tháp như vậy, nhưng không còn hoạt động.Khi một tháp nước thứ ba được xây dựng bên cạnh bộ tháp Hot and Cold Okemah, Oklahoma, thị trấn một thời gian ngắn xem xét đặt tên nó là "Running", nhưng cuối cùng quyết định sử dụng tên "Ngôi nhà của Woody Guthrie". Tháp nước có tên Nhà trên mây The House in the Clouds in Thorpeness, nằm ở hạt Suffolk nước Anh, được xây dựng để trông giống như một ngôi nhà, trong khi các tầng thấp hơn là sử dụng cho chỗ ở. Khi thị trấn được kết nối với nguồn cung cấp nước đường ống, tháp nước đã bị tháo dỡ và chuyển đổi thành không gian sống thêm.)
Tháp nước dạng cây "nấm"  Svampen trong tiếng Thụy Điển - được xây dựng trong Örebro tại Thụy Điển vào đầu những năm 1950 và sau đó là các bản sao được xây dựng trên toàn thế giới bao gồm Ả-rập Xê-út và Kuwait, New Scientist ngày 20 tháng 7 năm 1961].
Nhiều thị trấn nhỏ ở Hoa Kỳ sử dụng nước của tháp để quảng bá du lịch địa phương, các đội thể thao trường trung học địa phương của họ, hoặc những sự kiện đáng chú ý khác tại địa phương.Kể từ khi tháp nước là đôi khi điểm cao nhất trong thị trấn, ăng ten, hệ thống địa chỉ công cộng, máy ảnh và còi báo động cảnh báo lốc xoáy đôi khi được đặt trên họ là tốt.
Nhiều tháp nước phục vụ sản xuất và cơ sở thương mại khác. Các tháp nước này thường được trang trí với tên của công ty đó tháp nước phục vụ.

## Tháp nước trên toàn thế giới

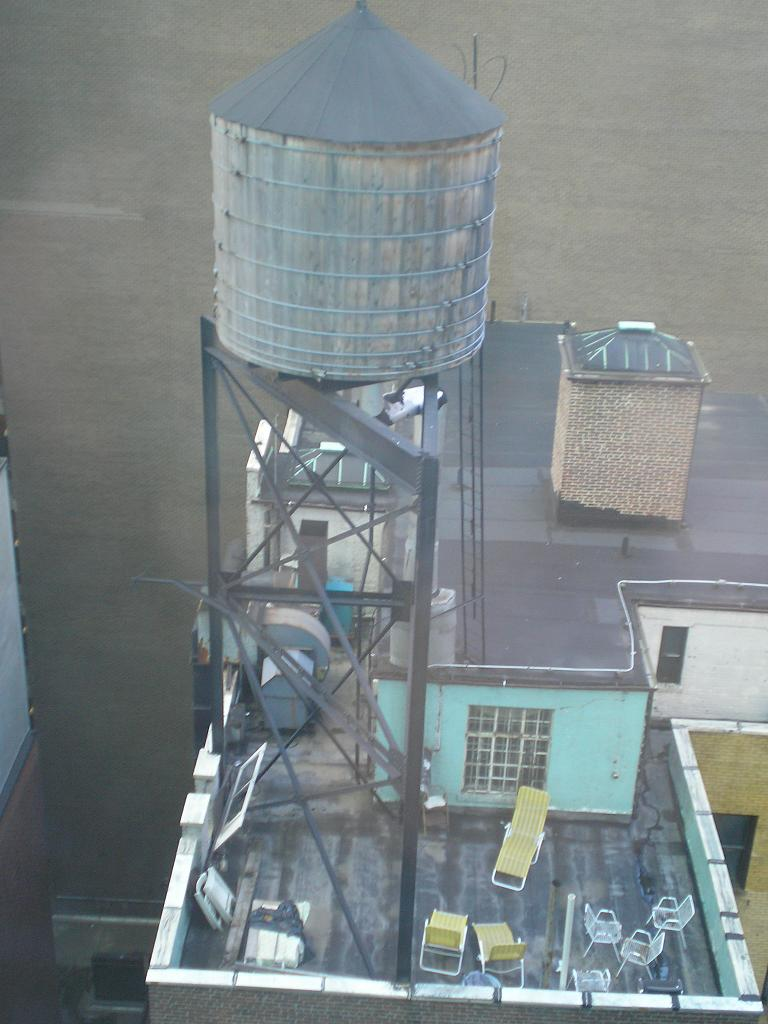
Một tháp nước trên mái điển hình kiểu Mỹ trên một tòa nhà căn hộ ở New York
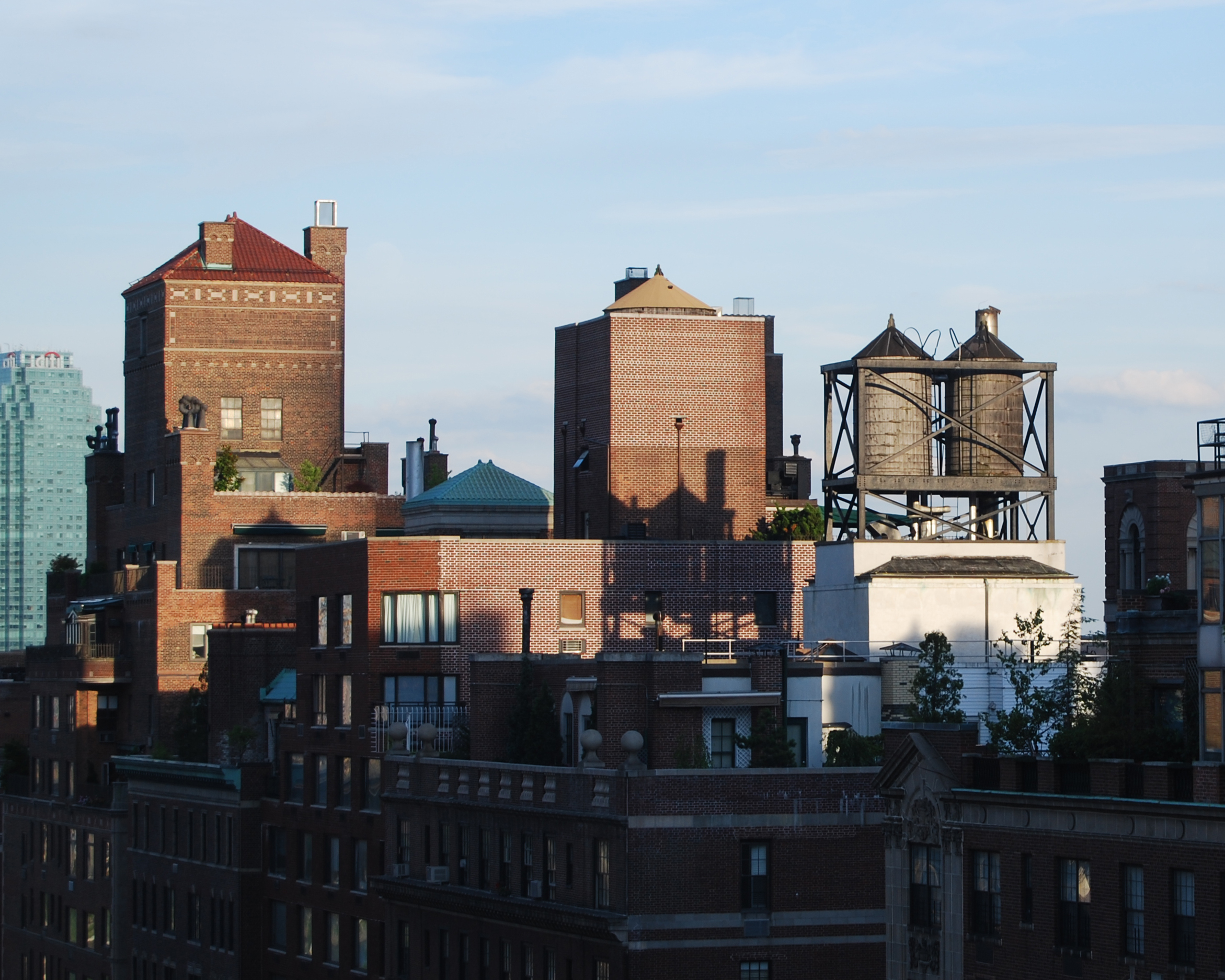
Tháp nước trên các tòa nhà chung cư trên đường Đông lần thứ 57 tại thành phố New York. Các cấu trúc nhìn thấy ở đây minh họa ba phương pháp tiếp cận kiến trúc kết hợp những bồn chứa nước trong các thiết kế của một tòa nhà. Từ trái sang phải, một cấu trúc gạch kèm theo đầy đủ và trang trí ornately, một cấu trúc gạch không có mái che không trang trí đơn giản ẩn nhất củabồn chứa nước nhưng tiết lộ phần trên của bồn chứa nước, và một cấu trúc đơn giản tiện dụng mà làm cho không có nỗ lực để che giấu những bồn chứa nước hoặc nếu không kết hợp chúng vào thiết kế của tòa nhà.
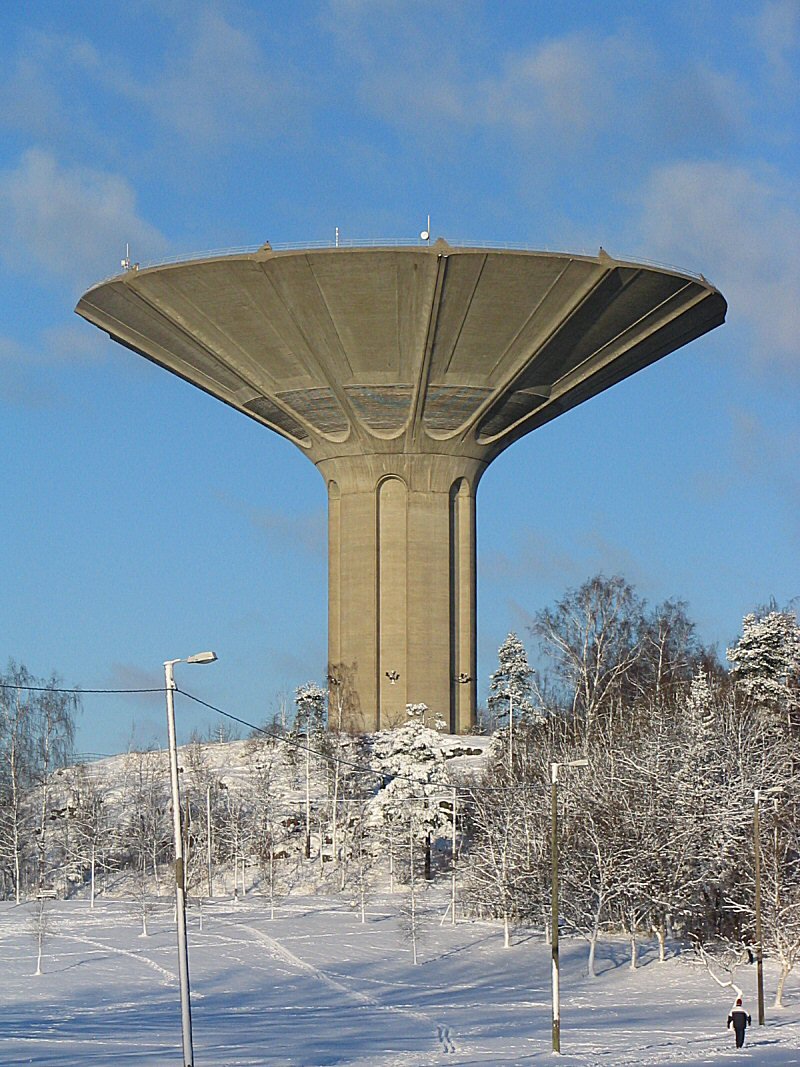
Các tháp nước bê tông hình nấm độc đáo tại Helsinki, Phần Lan được xây dựng vào những năm 1970. Tháp cao 52 mét, cao và có thể chứa khoảng 12.000 m³ nước.
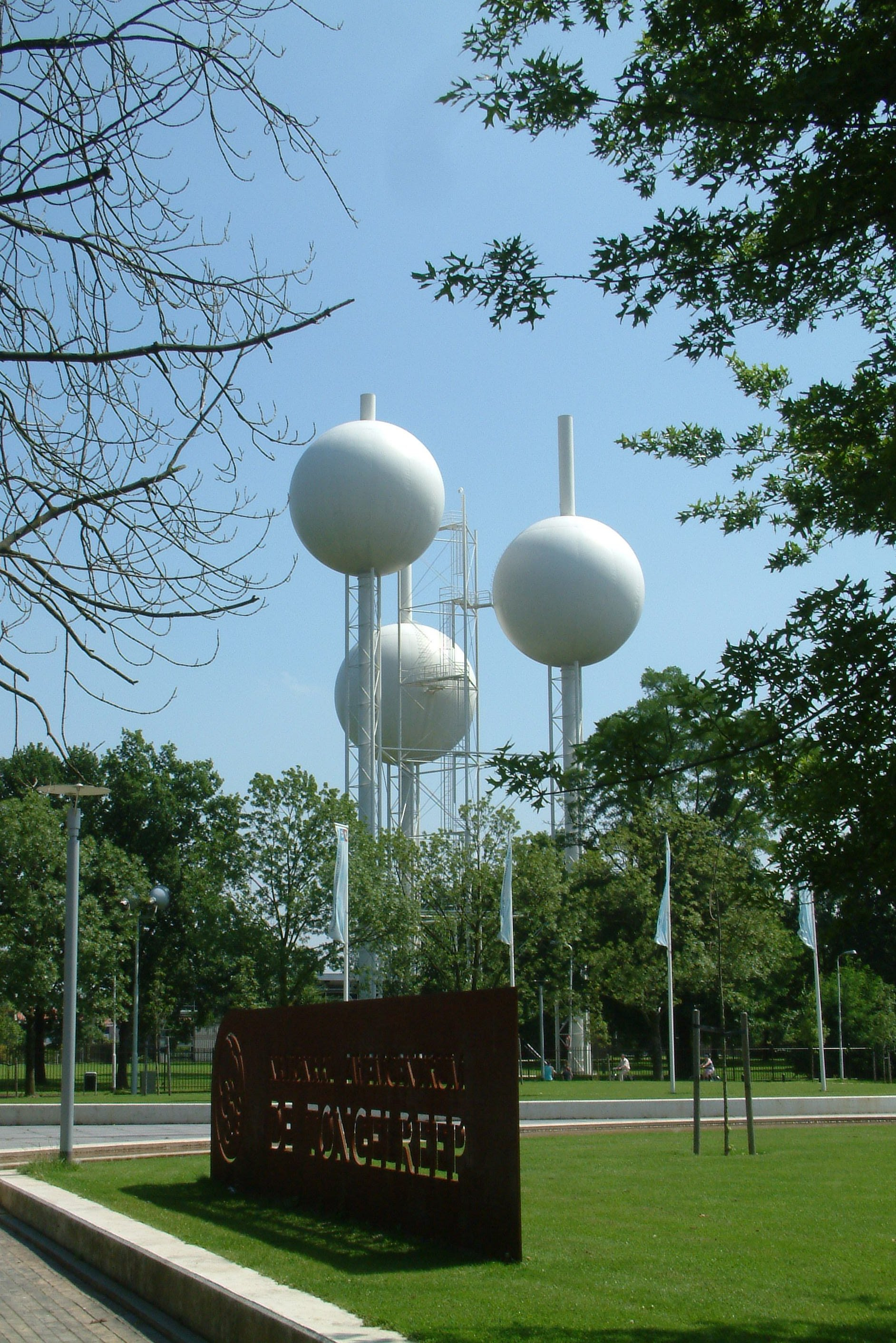
Tháp nước hình cầu Eindhoven, Hoa Kỳ

## Tháp nước ở Việt Nam

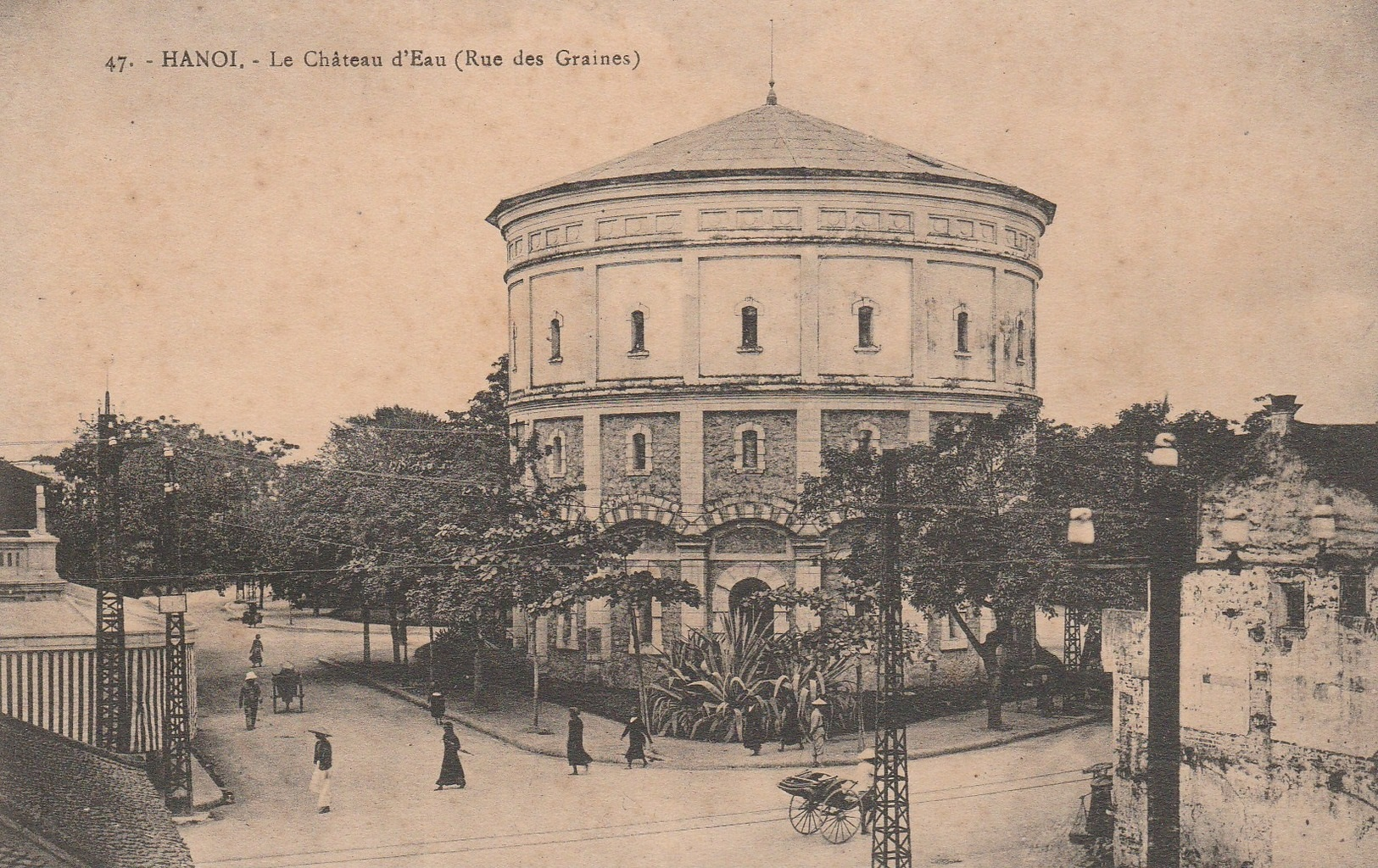
Tháp nước Hàng Đậu Hà Nội thế kỷ 19

Tháp nước tại Việt Nam xuất hiện vào khoảng cuối thế kỷ 19, đầu thế kỷ 20 tại các đô thị do người Pháp quy hoạch và xây dựng như Thành phố Hà Nội, thành phố Hồ Chí Minh, thành phố Huế, thành phố Hải Dương, thành phố Nam Định, thành phố Thái Bình, thành phố Phan Thiết, thành phố Biên Hòa...
- Tháp nước Hàng Đậu, Hà Nội

Tháp nước Hàng Đậu, công trình xây dựng năm 1894 (xây trước cả cầu Long Biên), nằm tại ngã sáu của các phố cổ Hàng Than, Hàng Lược, Hàng Giấy, Hàng Đậu, Quán Thánh và đường Phan Đình Phùng. Tháp có đài nước(bồn chứa nước) khổng lồ bằng thép dung tích 1.250 m3, xây trên đỉnh 8 bức tường đá có khoảng cách đều đặn như nan quạt. Hệ thống đường ống dẫn lên, xuống với những chiếc van bằng sắt vẫn nguyên vẹn, phủ đầy bụi.Tường của công trình này xây bằng đá hộc, những chấn song sắt và những vòm cửa sổ, cùng cái mái tôn của một toà tháp cao tới 25 mét tính đến chóp.
Cuối thế kỷ XIX, dân số Hà Nội trong đó có một cộng đồng người Âu khá đông đảo đang đòi hỏi được cung cấp nước sạch, lại gặp mấy trận dịch nặng nề đến nỗi người đại diện cho nước Pháp đứng đầu ở xứ sở này là ông Thống sứ Paul Bert cũng mắc bệnh lỵ mà chết, khiến người Pháp phải hoàn thiện hệ thống cấp nước sạch theo lối châu Âu, thay vì nguồn nước giếng, nước mưa hay nước ao, hồ đánh phèn theo kiểu dân gian.

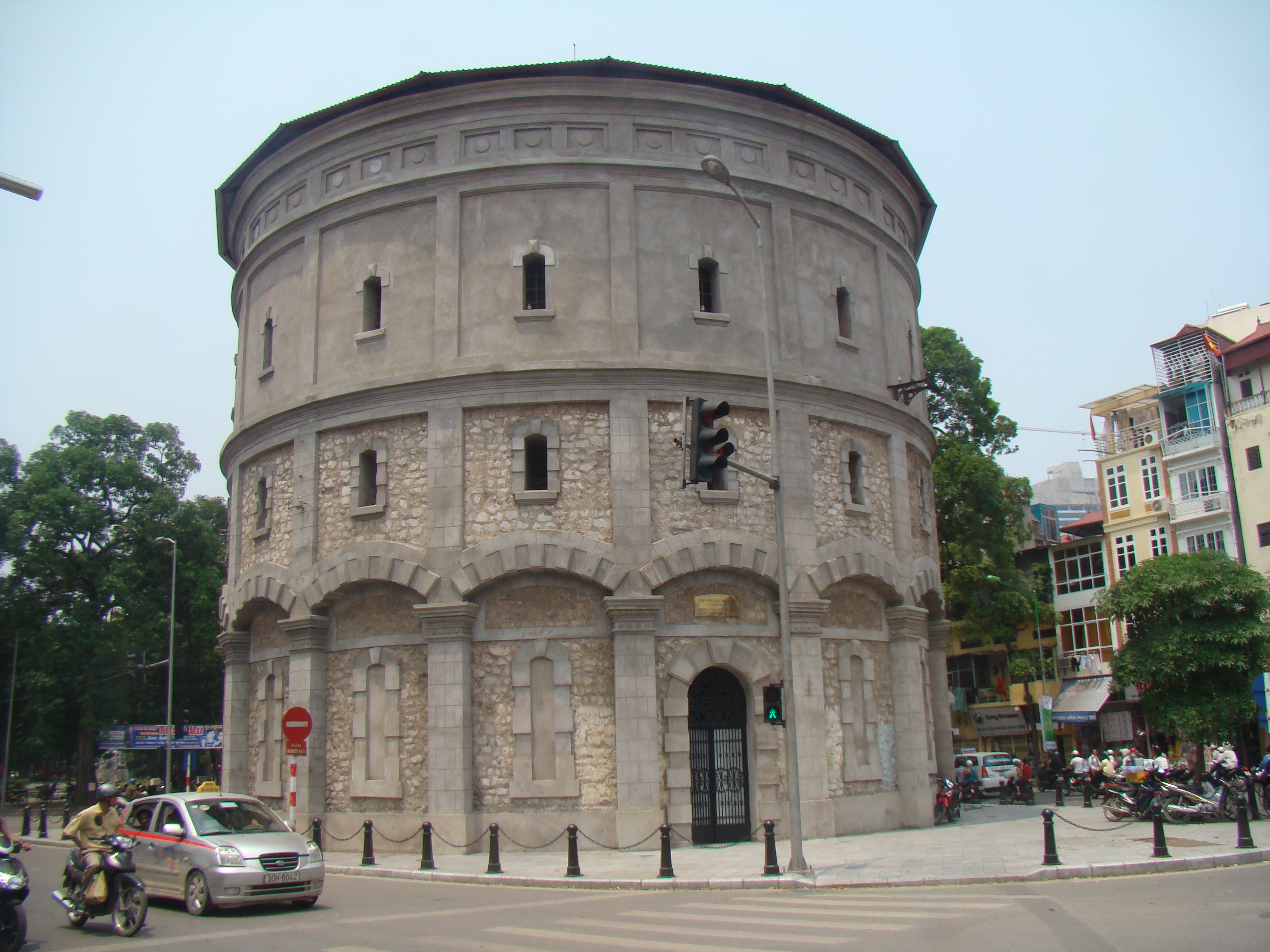
Tháp nước Hàng Đậu ngày nay

Vào năm 1894, hai nhà máy nước đã được xây dựng: Một ở phía Yên Phụ chuyên cũng cấp cho khu Thành cổ - lúc này là nơi tập trung quan chức và binh lính người Âu cùng với khu dân cư "36 phố phường"; một nhà máy nữa ở Đồn Thủy - lúc này đã được chuyển thành bệnh viện và một vài công sở của người Âu từ vùng đất nhượng địa lan dần ra phía Tràng Tiền và quanh Hồ Gươm.
Vì thế, ngoài Tháp nước Hàng Đậu còn có tháp Đồn Thủy, nhưng hiện tại nằm sâu ở cuối phố Đinh Công Tráng, ít người biết đến.
Vì phải chịu tải trọng của một khối nước có dung tích tới 1.250 m3 nước (tương đương 1.250 tấn) chứa trong một bể bằng thép đặt ở trên cao (mép sát nóc 21m) nên toà nhà phải rất kiến cố với những bức tường đá xây theo vòng tròn, bức ngoài cùng có đường kính dài tới 19m và hệ thống tường chịu lực hỗ trợ, thông nhau bởi những vòm cửa. Đá tảng dùng để xây được lấy từ đá hộc dỡ của thành cổ do cô Tư Hồng thầu phá.
Chính nhờ những tháp nước này mà mộ bộ phận cư dân lớp trên được hưởng thụ "nước máy". Nước từ độ cao của Tháp có áp lực chảy vào hệ thống đường ống dẫn, ban đầu chủ yếu tới những vòi nước máy công cộng đúc bằng gang đặt rải rác trên các đường phố, rồi dần dần vươn tới các công thự và nhà riêng.
Một thời gian dài, 2 tháp nước này đã đáp ứng về căn bản nhu cầu nước cho cư dân nội thành Hà Nội cho đến khi Hà Nội phát triển áp dụng những công nghệ mới, khiến 2 khối kiến trúc này không còn đảm nhiệm công năng ban đầu là tháp nước nữa. Riêng Tháp Hàng Đậu, do vị trí đắc địa của nó nên đến nay vẫn sừng sững như một nhân chứng già nua nhưng vẫn tạo nên ấn tượng về sự cổ xưa của Hà Nội.

- Tháp nước Phan Thiết, thành phố Phan Thiết

Tháp nước là biểu tượng của thành phố Phan Thiết. Tháp nước được khởi công xây dựng vào cuối năm 1928 và hoàn thành vào đầu năm 1934, do kiến trúc sư Hoàng thân Xuphanuvông (Lào) thiết kế, do nhà thầu Ưng Du đảm trách. Có những chữ "U.E.PT" (viết tắt của "Usine Des Eaux de Phan Thiet") được kiến trúc bằng các mảnh sứ chén kiểu ngày xưa ghép lại theo lối viết chữ hình tròn chạy quanh tháp nước.
- Tháp nước Biên Hòa, thành phố Biên Hòa

Tháp nước Biên Hòa được xây dựng vào năm 1960, nằm trên quảng trường thành phố Biên Hòa.(cần bổ sung thông tin) 
- Tháp nước Sài Gòn

1- Tháp nước cổ ở Sài Gòn vị trí chưa xác định (cần bổ sung thông tin)
2- Tháp nước nằm trong khuôn viên Tổng Công ty Cấp nước Sài Gòn (SAWACO), địa chỉ: Số 1 Công trường Quốc tế, quận 3. Đây là tháp nước thứ hai ở Đông Dương được xây dựng năm 1886, sau tháp nước đầu tiên được xây dựng năm 1879 tại vị trí Hồ Con Rùa hiện nay và bị phá bỏ năm 1921. (cần bổ sung thông tin) 
3- Tháp nước Thủ Đức xây dựng năm 1969
- Tháp nước Hải Dương, thành phố Hải Dương

Tháp nước trong hệ thống cấp nước cho thành phố Hải Dương được người Pháp xây dựng vào đầu thế kỷ 20 tại khuôn viên Nhà thiếu nhi Hải Dương.
- Tháp nước Dã Viên, TP Huế

Tháp nước được xây trên đảo Cồn Dã Viên, TP Huế với thân tháp đồ sộ, soi bóng xuống dòng sông Hương tạo thành một cảnh quan tuyệt đẹp.
- Tháp nước Nhà Tròn, thành phố Bà Rịa

Nhà Tròn là cái tên được người dân địa phương dùng để gọi kiến trúc hình trụ tròn cao 20m ngay trung tâm thành phố Bà Rịa, vốn là tháp nước hay lầu nước (Chatoau deau) được chính quyền Pháp xây dựng từ đầu thế kỷ 20. Hiện nay Nhà Tròn được chính quyền và nhân dân địa phương tôn tạo tu bổ, gìn giữ và bảo vệ. Nhà Tròn giờ là tụ điểm văn hoá, đọc sách báo.
Di tích Nhà Tròn nằm ở giao điểm giữa đường 27 tháng 4 và Cách mạng Tháng Tám, P. Phước Hiệp, ngay trung tâm Bà Rịa, tỉnh Bà Rịa – Vũng Tàu.

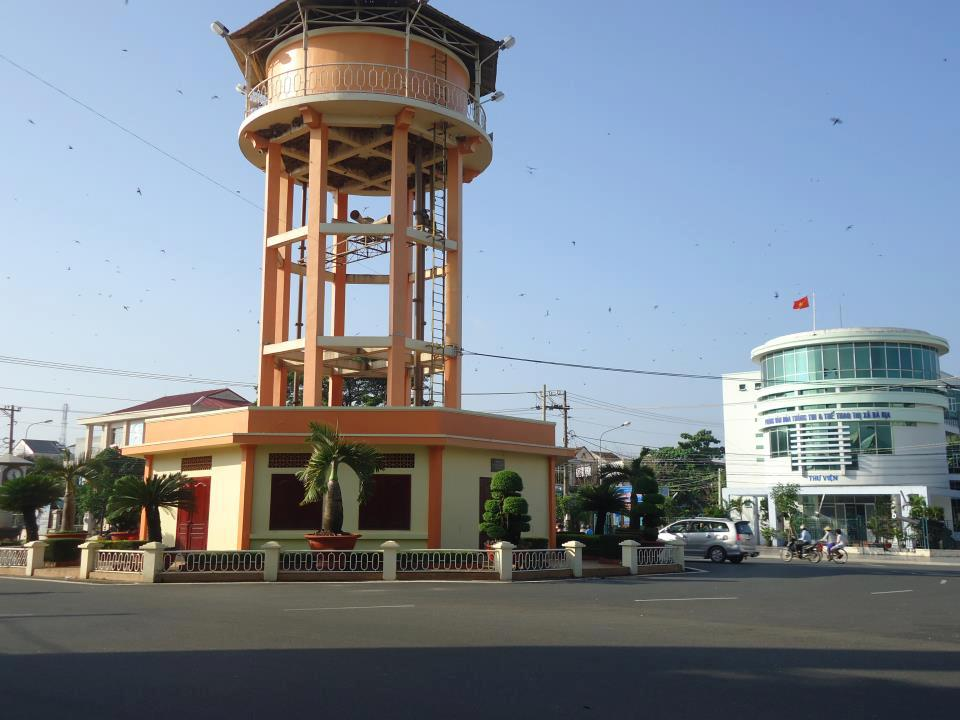
Tháp nước Nhà Tròn thành phố Bà Rịa

Nhà tròn được người Pháp xây dựng từ những ngày đầu xâm lược Việt Nam với hình dáng khá đặc biệt. Kiến trúc chính của nhà tròn là một tháp chứa nước hình tròn, chiều cao từ chân lên đỉnh là khoảng 20m, có mái che bằng tôn, đường kính 7,2m. Tháp được đỡ bằng 8 trụ xi măng cốt sắt, liên kết với nhau bởi các xà ngang, 2 ống dẫn nước lên và 1 ống dẫn nước từ bồn xuống. Thanh sắt cũng được gắn vào dùng cho việc di chuyển lên xuống tháp nước. Dưới chân Nhà Tròn là một nhà bát giác, cạnh dài 6m, cao 4m, dùng làm nhà làm việc cho nhân viên.
Nhà tròn là điểm giao lưu chính của các con đường. Phía Tây là lộ 15 nối liền thành phố Hồ Chí Minh, Biên Hòa qua Bà Rịa đến Vũng Tàu, phía Bắc là lộ 2 nối với Xuân Lộc, phía Đông là tỉnh lộ 23 ra Đất Đỏ, phía Nam từ Long Hải theo đường 44 ra tỉnh lộ 23 xuống. Chính vì thế, Nhà Tròn vốn là một đài quan sát từ xa rất tốt.
Năm 1945 sau khi đảo chính Pháp, phát xít Nhật cho đặt một bộ hệ thống loa báo động gồm sáu cái bên dưới bồn nước, hiện những loa báo động này vẫn được giữ nguyên, có thêm các loa truyền thanh của đài truyền hình huyện Châu Thành. Dưới mái Nhà Tròn, chim én về làm tổ với đủ hình dáng. Mỗi sáng sớm hay chiều về, hàng ngàn chim én bay lượn quanh di tích tạo nên không khí đầy sinh động.
Chung quanh Nhà Tròn là một loạt các công sở, biệt thự do Pháp xây dựng với đường nét kiến trúc cổ như Hội đồng xã Phước Lễ nay là UBND thành phố Bà Rịa, nhà dành riêng cho sĩ quan. Năm 1954, nơi đây là trụ sở của Thanh niên tiền phong Bà Rịa nay là Hội Liên hiệp phụ nữ huyện Châu Thành. Bungalow, nơi ăn uống vui chơi dành riêng cho sĩ quan gần giống như khách sạn nay là Công đoàn huyện Châu Thành, trụ sở sĩ quan gần giống như khách sạn hiện được chuyển thành Ủy ban mặt trận tổ quốc huyện Châu Thành.

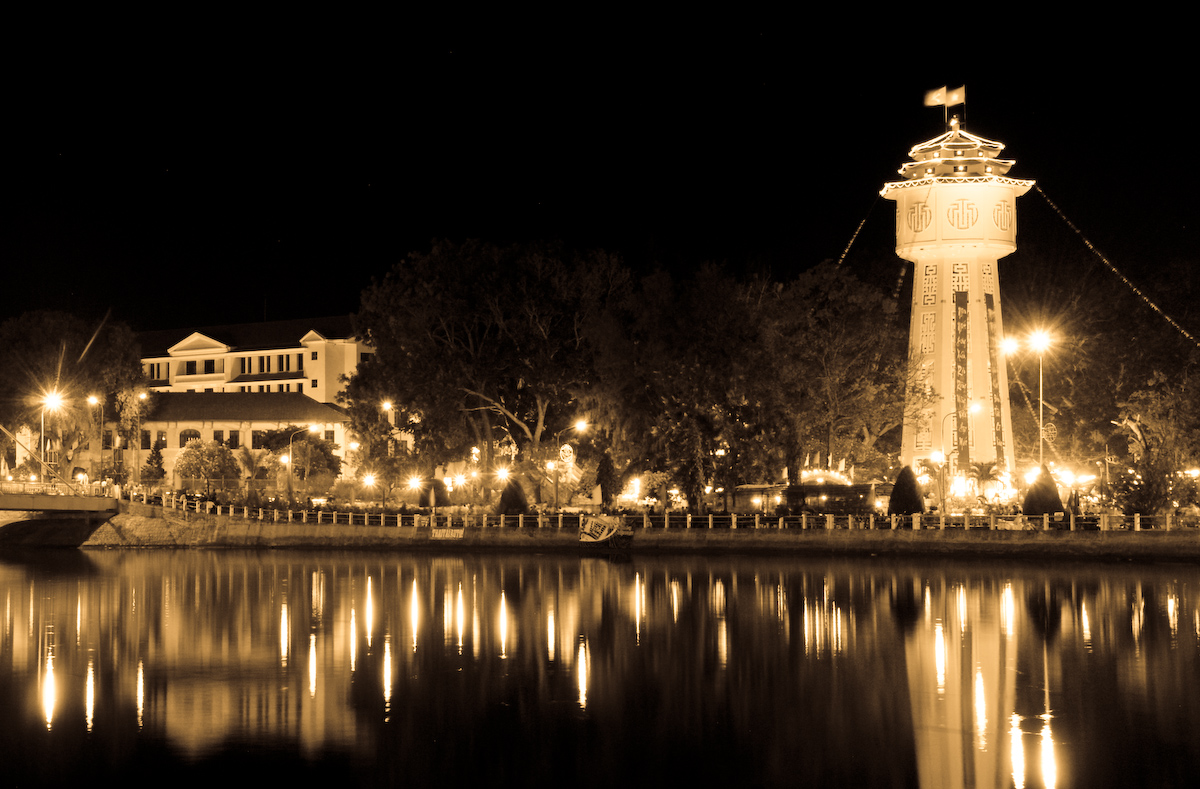
Tháp nước Phan Thiết về đêm
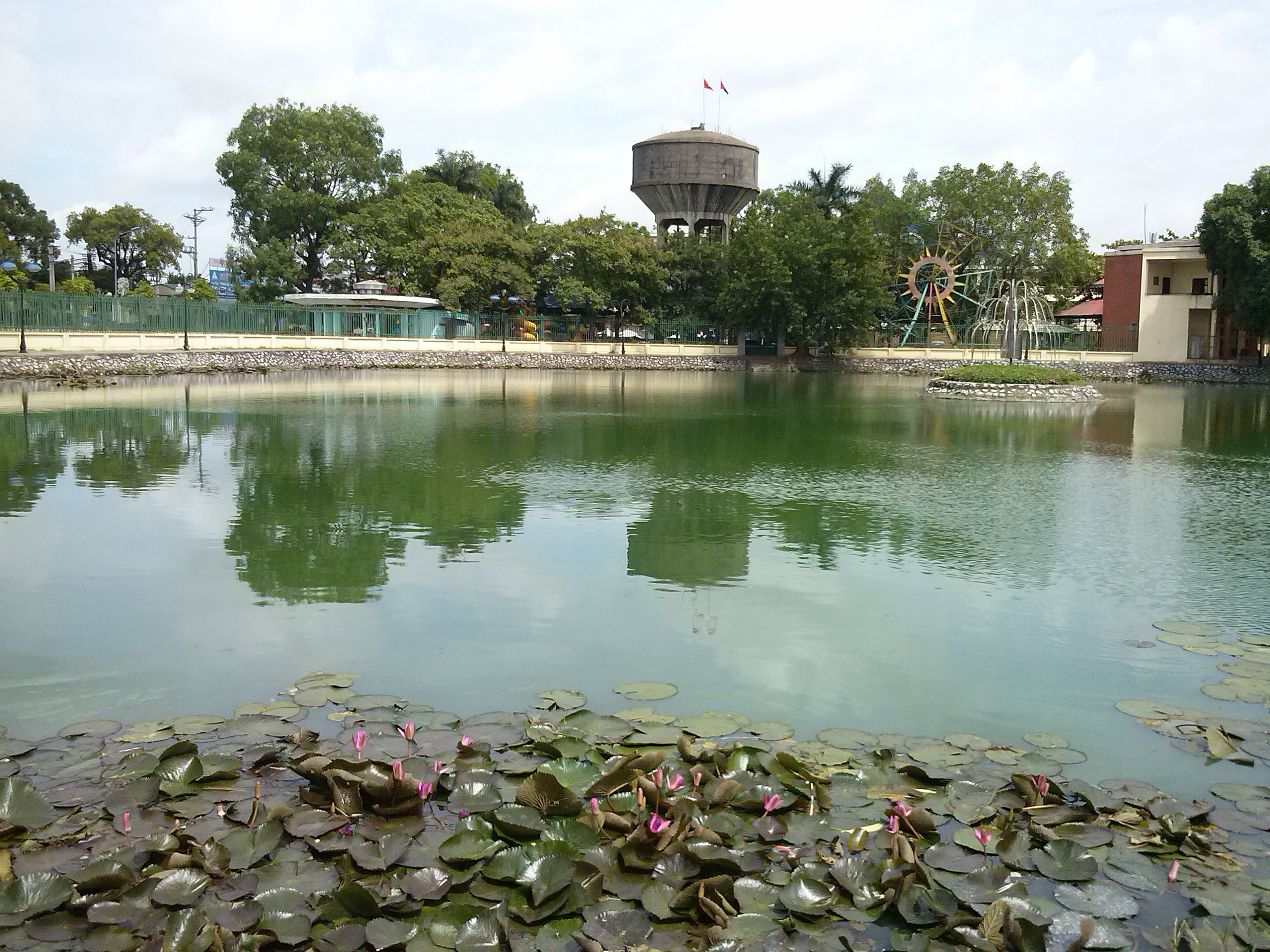
Tháp nước Hải Dương
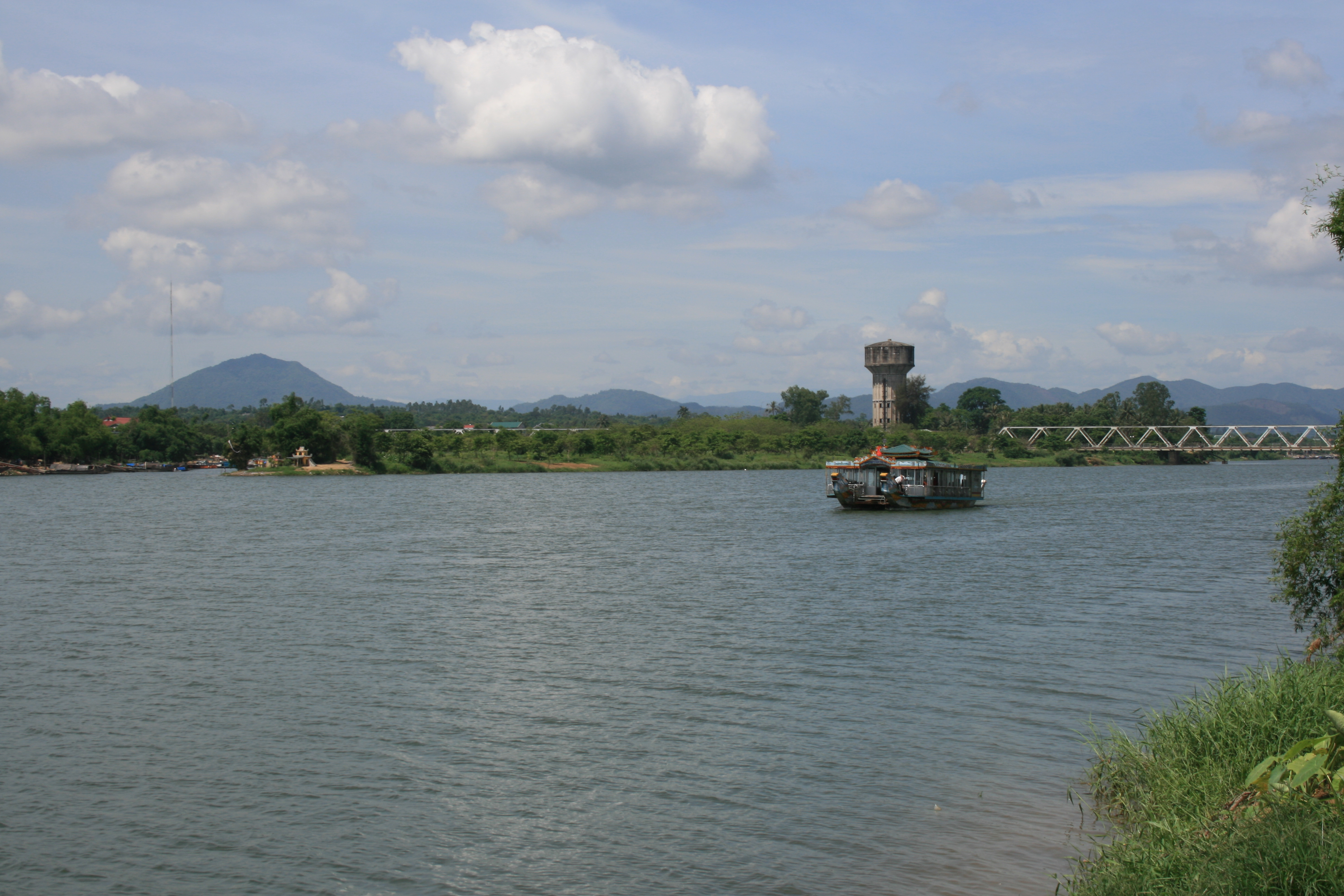
Tháp nước Dã Viên, TP Huế